# Plongeon aux Jeux olympiques d'été de 2012 – Haut-vol à 10 mètres synchronisé femmes
Navigation
Pékin 2008 Rio de Janeiro 2016
L'épreuve du haut-vol à 10 mètres synchronisé femmes des Jeux olympiques d'été de 2012 a lieu le 31 juillet au London Aquatics Centre.

## Médaillés
| Or                         | Argent                                  | Bronze                                  |
| Chine Chen Ruolin Wang Hao | Mexique Paola Espinosa Alejandra Orozco | Canada Meaghan Benfeito Roseline Filion |

## Qualification
Pour cette épreuve, les qualifiés sont les trois premières équipes de cette épreuve lors des championnats du monde 2011, les quatre premières équipes de cette épreuve lors de la coupe du monde 2012 et le pays hôte (la Grande-Bretagne). Chaque nation qualifiée a le droit d'inscrire une seule équipe.

## Format de la compétition
L'épreuve a lieu en une finale unique avec huit équipes participantes qui font chacune cinq plongeons. Un tirage au sort est fait à l'avance pour décider de l'ordre dans lequel les équipes exécuteront les plongeons. Un panel de 11 juges évalue chaque plongeon en donnant une note sur 10. À la fin de l'épreuve, l'équipe avec le meilleur score gagne.

## Résultats (31 juillet à 15 h)
| Rang                                | Nation                                        | Plongeons | Plongeons | Plongeons | Plongeons | Plongeons | Total  |
| Rang                                | Nation                                        | 1         | 2         | 3         | 4         | 5         | Total  |
| ----------------------------------- | --------------------------------------------- | --------- | --------- | --------- | --------- | --------- | ------ |
| Médaille d'or, Jeux olympiques      | Chine Chen Ruolin Wang Hao                    | 53.40     | 56.40     | 81.00     | 89.28     | 88.32     | 368.40 |
| Médaille d'argent, Jeux olympiques  | Mexique Paola Espinosa Alejandra Orozco       | 51.60     | 50.40     | 84.40     | 75.24     | 81.60     | 343.32 |
| Médaille de bronze, Jeux olympiques | Canada Meaghan Benfeito Roseline Filion       | 53.40     | 52.80     | 75.60     | 73.26     | 82.56     | 337.62 |
| 4                                   | Australie Loudy Wiggins Rachel Bugg           | 52.20     | 50.40     | 72.90     | 70.29     | 77.76     | 323.55 |
| 5                                   | Grande-Bretagne Sarah Barrow Tonia Couch      | 54.00     | 53.40     | 68.16     | 68.40     | 77.76     | 321.72 |
| 6                                   | Allemagne Nora Subschinski Christin Steuer    | 53.40     | 49.80     | 76.80     | 64.38     | 68.40     | 312.78 |
| 7                                   | Malaisie Leong Mun Yee Pandelela Rinong       | 52.80     | 54.00     | 70.20     | 60.48     | 71.04     | 308.52 |
| 8                                   | Ukraine Yulia Prokopchuk Viktoriya Potyekhina | 51.60     | 49.80     | 68.16     | 64.80     | 65.28     | 299.64 |